# 華基電腦
華基電腦科技有限公司（Zida）（港交所除牌當時0859.HK），是在1991年成立，主要業務生產計算機產品、網絡產品等。
曾在2000年上市，直至由於全球科網股泡沫爆破，被鎮科珠寶、鎮金店和鎮鑽石店創辦人吳鎮科收購本公司股權，更名為鎮科集團，但已被鎮科集團出售的。

## 外部連絡
- 華基科研網站 （页面存档备份，存于）
- 本公司被出售事項[永久]